# Адамс (Северна Дакота)
Адамс (енгл. Adams) град је у америчкој савезној држави Северна Дакота.

## Демографија
По попису из 2010. године број становника је 127, што је 76 (-37,4%) становника мање него 2000. године.
| Група             | 2000.       | 2010.       |
| Белци             | 181 (89,2%) | 115 (90,6%) |
| Афроамериканци    | 0 (0,0%)    | 0 (0,0%)    |
| Азијати           | 0 (0,0%)    | 0 (0,0%)    |
| Хиспаноамериканци | 15 (7,4%)   | 11 (8,7%)   |
| Укупно            | 203         | 127         |